# ラトビア大学
ラトビア大学（ラトビアだいがく。ラトビア語: Latvijas Universitāte (LU)、英語: University of Latvia）は、ラトビア共和国の首都リガにある、ラトビア最古かつ最大の大学である。
13の学部に約23,300名の学生が学んでいる。

## 歴史
ラトビア大学の起源は、1862年に設立されたリガ理工科学校までさかのぼる。
1869年に同学校は建築専門学校となった。
リガ理工科学校はラトビアにおけるアール・ヌーヴォーの発展に、際立って重要な役割を果たした。
現在でもリガ市内の建造物の約40％はこのスタイルによるものである。
当時、ロシア帝国による専制政治はその影響下にあったラトビアにも広がり、1896年、同校の名称がロシア化された。
同校は国籍等による入学制限を設けていなかったので、学生はラトビア人、ロシア人、エストニア人、ポーランド人、ドイツ人のほか、多くのユダヤ人も在籍し、多岐にわたっていた。
ラトビア外からの学生たちは、出自を同じくする者で学生組合を組織するなどして、自治の意識も高かった。
1915年までには、およそ11,000の同校に学ぶロシア帝国内の様々な異なった民族グループの代表が出揃ったといわれている。
リガ理工科学校が開校した当初、講義はドイツ語で行われていたが、後年、ロシア帝国の政策としてロシア語が講義用言語となった。
第一次世界大戦後の1919年、ラトビアが独立を勝ち取ったことに呼応し、同年9月28日、同校はラトビア高等学校に改組され、講義もラトビア語で行われるようになった。
ラトビア大学は、同日を自学の公式な発足日と定めている。
1923年、ラトビア国会は大学に関する学則修正案を可決し、同高等学校はラトビア大学と改称した。
第二次世界大戦中にラトビアはソビエト連邦に併合され、ラトビア大学も1940年初めに自治権を奪われると共に学則を無効化された。
さらに同大学はラトビア州大学と改称された。
また1958年からは、ソビエト・ラトビア政府初代首相ペトリス・スツカ (Pēteris Stučka) に因んでペトリス・スツカ大学と改名された。
1990年にラトビアが国家の独立を回復した後、同大学の名称は再びラトビア大学に戻された。
1991年5月15日、ラトビア大学の新学則が起草確認され、同年9月18日にはサエイマ（ラトビア国会）により承認された。
同大学には2008年現在、23,278名の学生が在籍している。

## 建築

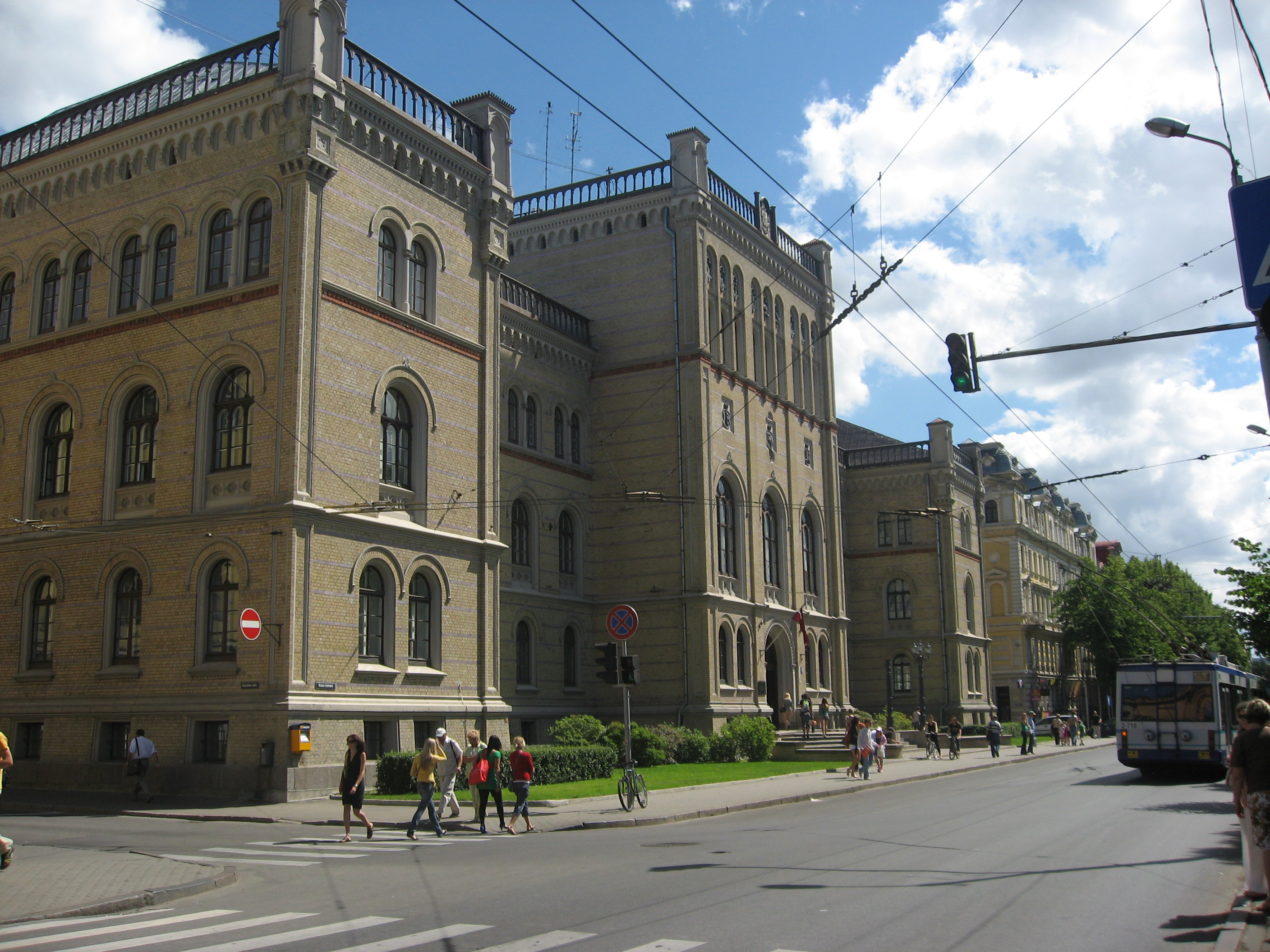
ラトビア大学本館(2007)

1866年から1869年にかけて建造されたラトビア大学の本館は、建築家グスタフ･フェルディナンド・アレクサンダー・ヒルビッヒ (Gustav Ferdinand Alexander Hilbig) の設計によるものである。
この建物は折衷主義様式の設計で、ロマネスク様式の要素を含んでいる。
正面玄関は、旧バルト沿岸三国（クールラント公国、リヴォニア、エストニア）の紋章と、9つの教えのアレゴリー的象徴を刻んだ白目製のレリーフで装飾されている。
ラトビア大学の本館正面入り口は、三翼の階段を有する。
両脇の二翼の階段は誰でも利用できるが、中央の階段は同大学の教員と同窓生のみが使うことができる習わしになっている。

## 組織
ラトビア大学は13の学部を有する。
また、各学部と連携する研究所・施設を設置している他、法科大学院も併設する。

### 学部
- 生物学部
- 化学部
- 経済・経営学部
- 教育・心理学部
- 地理・地球科学部
- 歴史・哲学部
- 法学部
- 医学部
- 現代言語学部
- 文献学・芸術学部
- 物理・数学部
- 社会科学部
- 神学部

### 研究施設
部局研究所
- 生物学研究所
- ラトビア史学研究所
- 数学・計算機科学研究所
- 哲学・社会学研究所
- 物理学研究所
- 高分子力学研究所
- 固体物理学研究所
- ラトビア語学研究所
- 文学・民俗学・芸術学研究所

自然科学研究所
- 天文学研究所
- 原子物理学・分光学研究所
- 化学物理学研究所
- 実験・臨床医学研究所
- 微生物学・生物工学研究所
- 循環器学研究所
- 測地学・地質情報学研究所
- 地質学研究所

学部附属施設
- 先端社会政治研究施設
- 教育研究施設
- 人権研究施設

### 専門職大学院
- リガ法科大学院

## 主な出身者

### 教員
- Gustav Kieseritzky：リガ理工科学校長・教授
- ヴィルヘルム・オストヴァルト (Wilhelm Ostwald)：リガ理工科学校化学部長 (1882-1887)、1909年ノーベル化学賞
- Alexander Beck：リガ理工科学校教授 (1873-1896)

### 卒業生
- Eižens Laube：建築家、1919年に現在のラトビア大学が創設された際に大きく貢献した
- John Martens：建築家
- Carl Eduard Heinrich Frobeen：銀行頭取・リガ市議会議員
- アルフレート・ローゼンベルク (Alfred Rosenberg)：政治家、ナチスの国家社会主義におけるイデオロギーリーダーであった
- イヴァルス・ゴドマニス (Ivars Godmanis)：政治家・ラトビア首相、1990年にラトビアがソビエト連邦から独立後の初代首相であり、2007年からは再度首相の任にあたっている。固体物理学の博士学位を有する
- Einars Repše：政治家、2002年から2004年までラトビア首相。物理学の博士学位を有する
- Ina Druviete：政治家、国会議員・教育科学相。文献学の博士学位を有する

## 文献
- Erwin Oberländer and Kristine Wohlfart: Riga - Porträt einer Vielvölkerstadt am Rande des Zarenreiches 1857-1914., Schöningh (2004), ISBN 9783506717382
- Michael Garleff: Die baltischen Länder. Estland, Lettland, Litauen vom Mittelalter bis zur Gegenwart., Pustet, Regensburg (2001), ISBN 9783791717708